# Blåbælg-familien
Blåbælg-familien (Lardizabalaceae) er en lille familie med 8-9 slægter og ca. 35 arter, der er udbredt i Sydøstasien og Chile. Det er slyngplanteagtige, enbo eller tvebo planter med sammensatte blade og brede marvstråler i veddet. De mellemstore, tretallige blomster har frie frugtanlæg, og frugterne er mere eller mindre kødfulde. Her omtales kun de to slægter, som er repræsenteret ved arter, der bliver dyrket i Danmark.
| Slægter |

- Akebia
- Blåbælg-slægten (Decaisnea)